# Église de Pouillon
L'église de la commune de Pouillon dans la Marne fut toujours consacrée à Notre-Dame. Elle fut longtemps une annexe dépendante de l'église paroissiale de Saint-Thierry. Aujourd'hui son vocable est celui de Notre-Dame de la Visitation

## Historique[2]
29 juillet 1643 : Les habitants de la commune demandent à l'archevêque de Reims de leur permettre de construire «une chapelle sous le titre de Notre-Dame de Bon désir, avec un tabernacle pour administrer le Saint Viatique et les Saintes Onctions.»
9 avril 1644 : Ordonnance de l'archevêque Léonor d'Estampes de Valençay accordant le permis de construire.
14 juillet 1659 : Sentence de l'officialité de Reims établissant un règlement entre le curé de Saint-Thierry et les habitants de Pouillon au sujet du service divin dans leur chapelle.
12 janvier 1724 : Les habitants demandent des fonts baptismaux et un cimetière
25 novembre 1773 : Ordonnance de l'archevêque de Reims Charles Antoine de La Roche-Aymon érigeant cette église en succursale de Saint-Thierry, desservie par un vicaire résidant sur les lieux.
1778 : Construction du clocher et des bas-côtés. Il est vraisemblable qu'à la démolition de l'abbaye de Saint-Thierry cette même année 1778, les matériaux du petit campanile surplombant le chœur de l'abbatiale, qui avait été construit en 1666, furent transportés à Pouillon pour y être remontés sur l'église du village.
24 décembre 1762 : Permission de construire un presbytère
1786 : Réparation du clocher
L'église ne fut pas épargnée par la Première Guerre mondiale, le 28 octobre 1914, un obus allemand frappa l’arrière de l'édifice.

## Clocher
Avant la Première Guerre mondiale, le clocher possédait trois cloches, dont la description nous est donnée par un relevé du 6 juin 1898. Elles dataient de 1828.
- La plus grosse, bénite par M. l'abbé Brodart, curé de Trigny avait comme marraine dame Catherine Gros.
- La moyenne avait été nommée Marie-Jeanne, sa marraine était Marie-Louise Frescourt.
- La plus petite ne put être identifiée car elle était placée à une hauteur inaccessible.

## Architecture

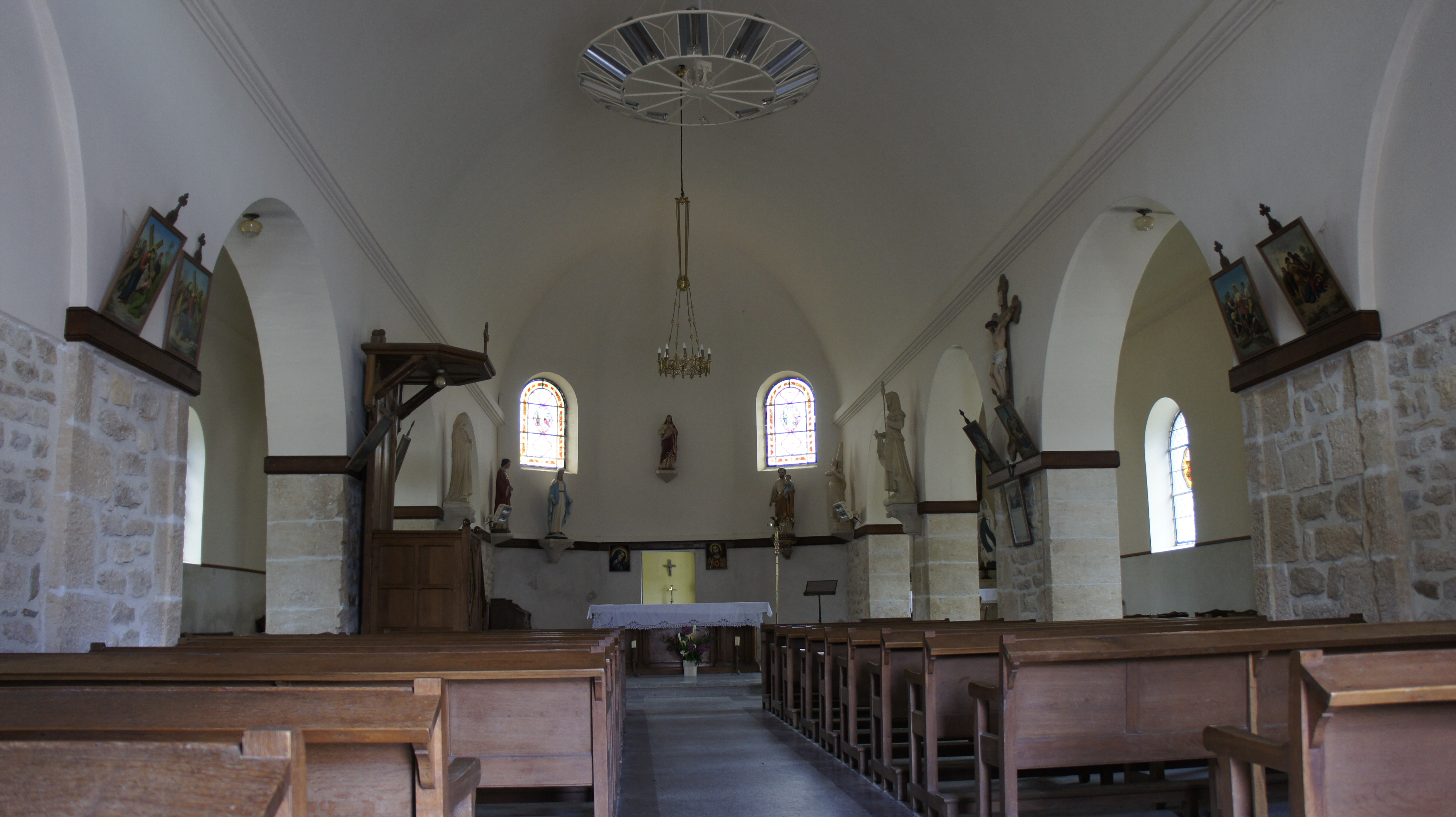
La nef et le chœur avant 2015.

Avant le XVIIIe s., l'église ne possédait pas de bas-côté. Une sacristie carrée était déjà accostée à l'abside. Aujourd'hui l'édifice est flanqué d'une nef avec deux bas-côtés, sans transept, le tout sous un comble unique, et d'une abside à trois pans. 
Sa façade occidentale présente un fronton triangulaire soutenu par quatre pilastres. La façade est ouverte par un oculus et deux baies en plein cintre.
À l'intérieur la nef est composée de quatre travées avec des arcs en plein cintre séparées par des piles carrées aux dimensions irrégulières.
- Au bas du collatéral sud, dans la chapelle avant droite se trouvent les fonts baptismaux
- Au bas du collatéral nord, fut construit un autel à saint Gorgon (1890)
- À l'extrémité du bas-côté nord, se situait la chapelle dédiée à saint Vincent, aujourd'hui remplacé par saint Antoine
- À l'extrémité du bas-côté sud, se situe un autel dédiée à la Vierge Marie

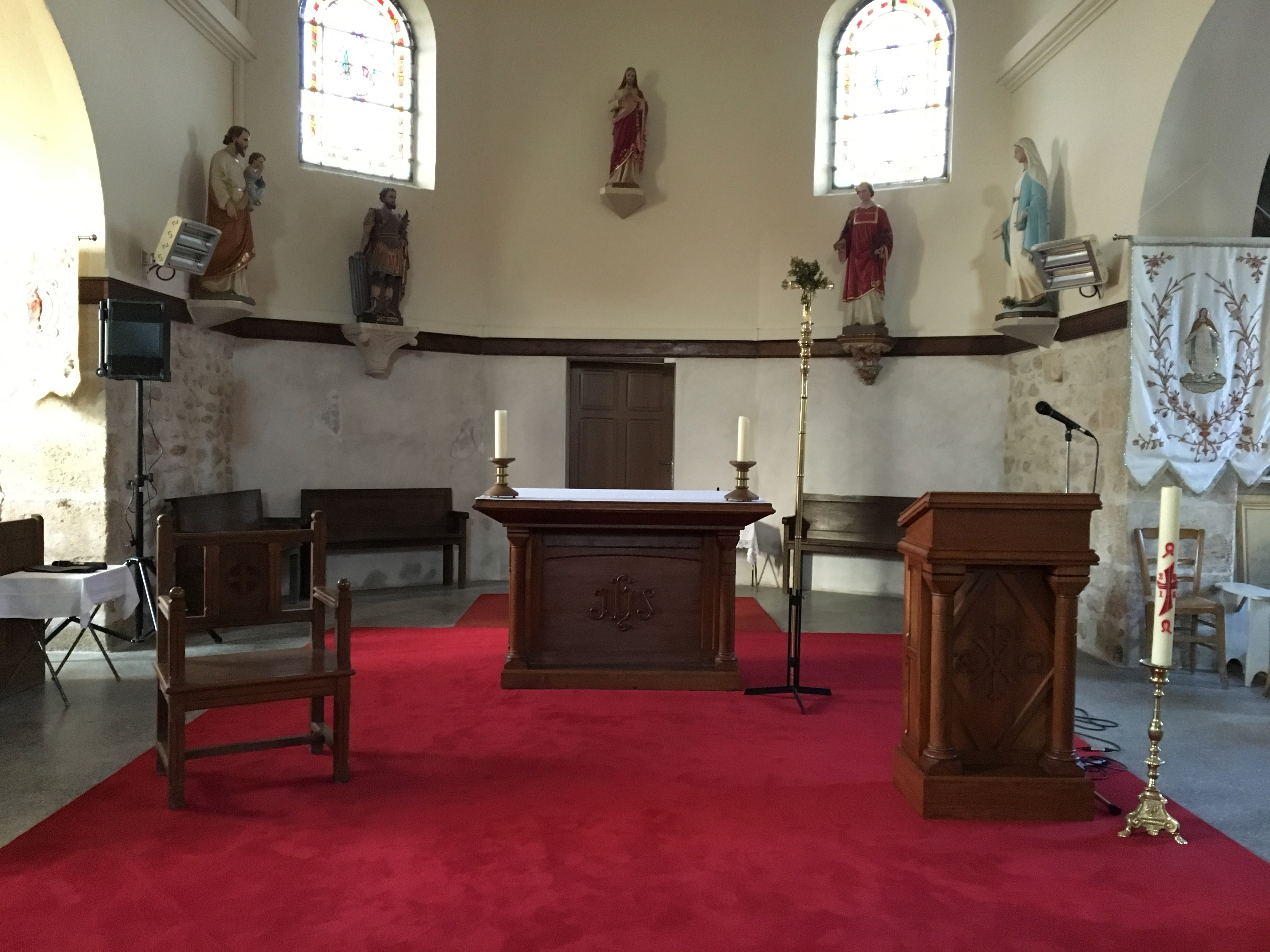
Chœur de l'église en juillet 2016.

Le maitre-autel en marbre, de forme carrée, surmonté d'un retable XVIIIe s., a disparu lors de la Grande Guerre. Seul subsiste le tableau de ce retable (18e s.) aujourd'hui déposé au-dessus de l'autel de la Vierge (bas-côté sud). Il représente la Sainte Vierge en son Assomption. Le maitre-autel fut remplacé après guerre par un simple autel en bois.
En 1774, il n'y avait encore qu'un seul autel dans l'église : le maitre-autel dédié à la Sainte Vierge. 

## Autel et dévotion à saint Gorgon

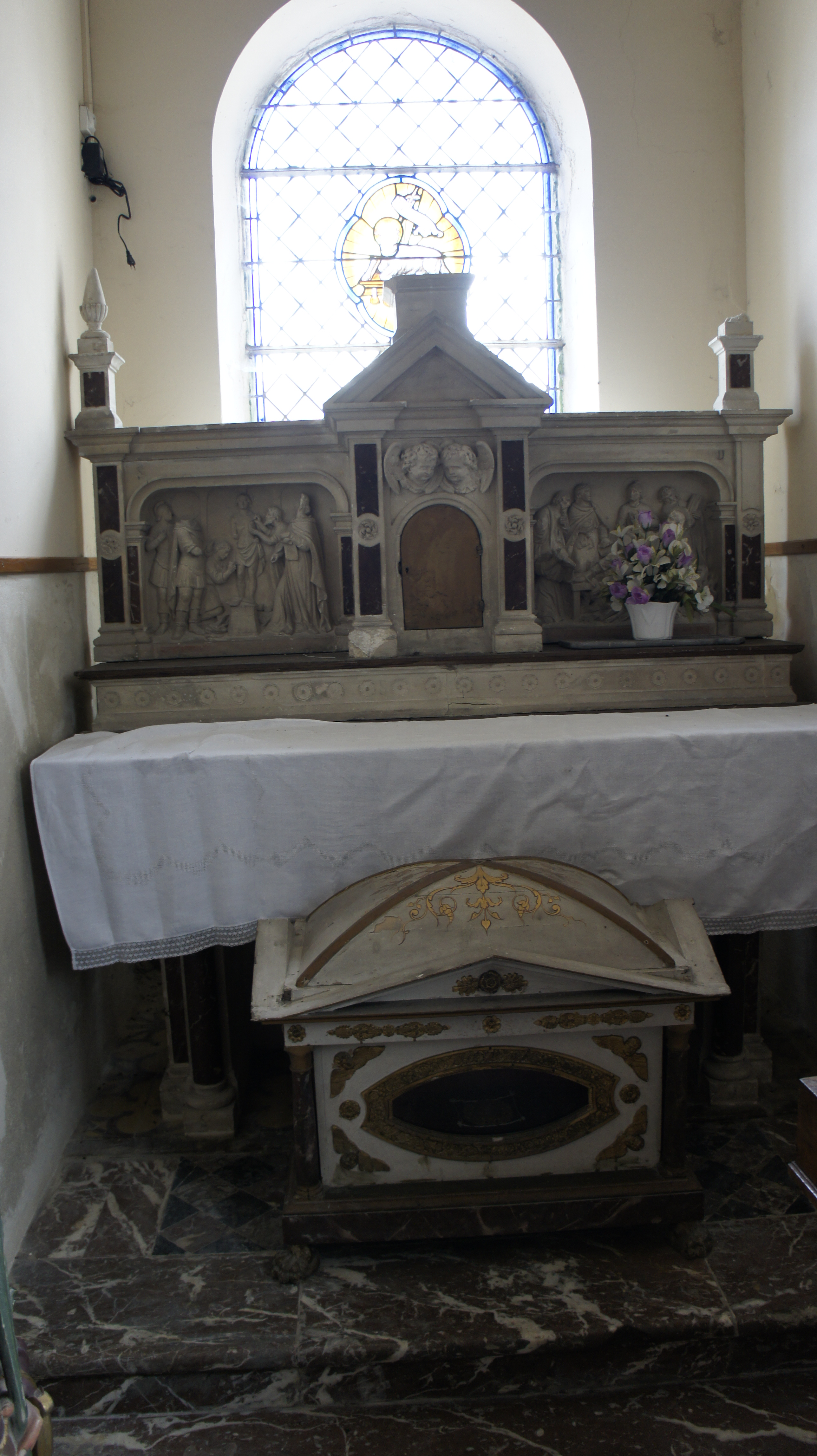
Autel dédié à saint Gorgon.

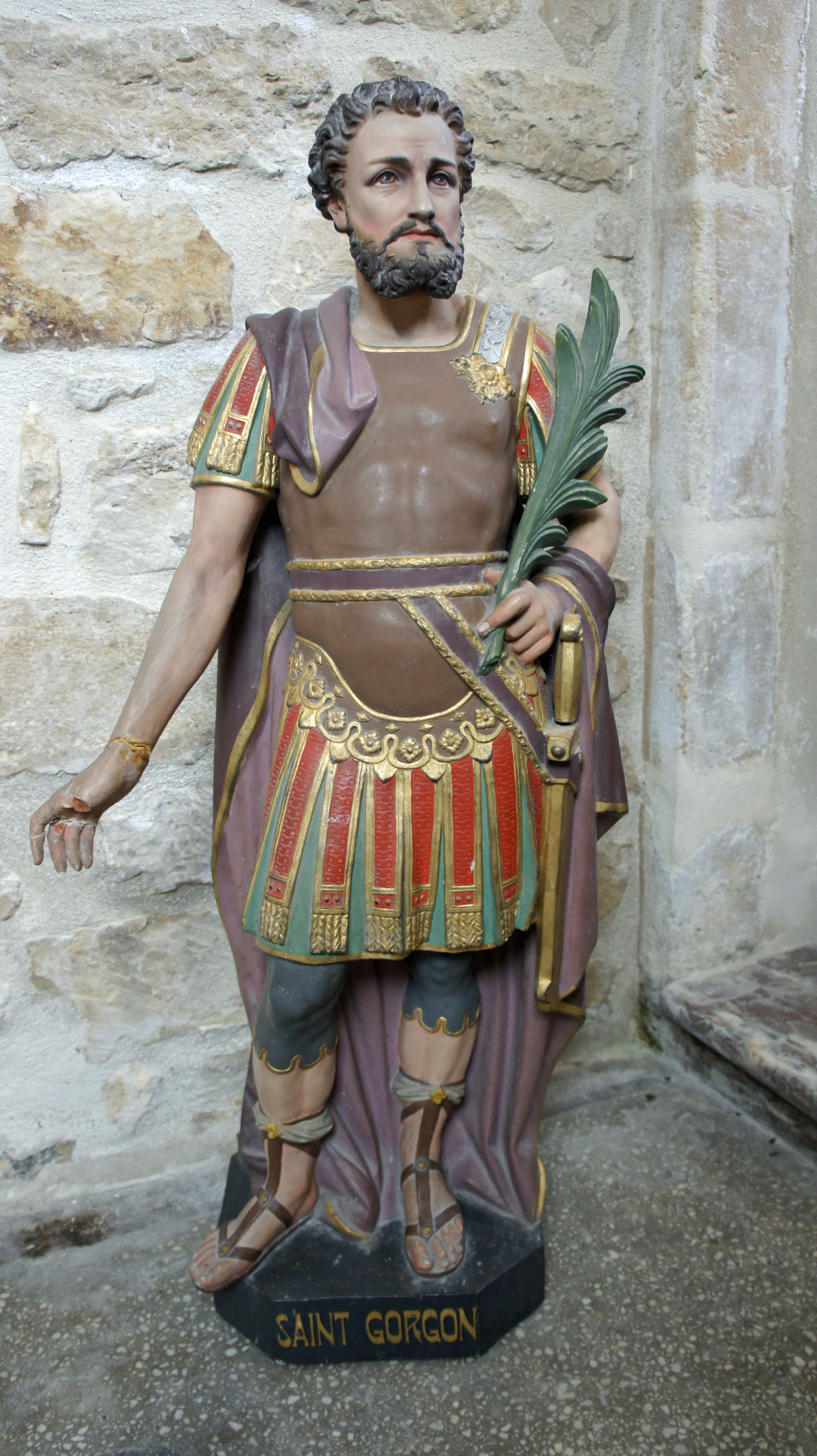
Statue de saint Gorgon.

Des deux côtés du tabernacle de cet autel se trouvent des scènes de la vie de Gorgon. Saint Gorgon fut martyr en Nicomédie en 303. Ses reliques ont été ensuite transportées à Rome. Il est dans cette église l'objet d'un culte spécial. On l'invoque pour des rhumatismes, les douleurs et les maux intérieurs, les fièvres et le rachitisme des enfants. La chasse en bois de ce saint date du début 18ème.
Les premières mentions de la vénération de ce saint dans l'église de Pouillon remontent avant 1687 puisqu'un cérémonial est déjà fixé à cette époque. L'arrivée de ses reliques à Pouillon reste pour le moins obscure. 
Cependant la dévotion ce saint fut importante. Tous les ans, le 9 septembre, lendemain de la Nativité de la Vierge Marie, la châsse était exposée dans le chœur de l'église. Un office était célébré le dimanche suivant et attirait un grand nombre de pèlerins. Il y avait aussi une fête de la translation des reliques de saint Gorgon célébrée le dimanche dans l'octave de l'Ascension. Après l'exposition, la châsse était portée en procession.